# Tulpanträdssläktet
Tulpanträdssläktet (Liriodendron) är ett växtsläkte i familjen magnoliaväxter med endast två arter, en i Nordamerika och en i Kina. Utbredningen är typiskt arcto-tertiär. De kan odlas som park- eller trädgårdsväxt i södra Sverige, men den kinesiska arten är mycket sällsynt i odling.
De bildar stora lövfällande träd och har en bark som med tiden spricker upp i längsgående plattor. Knopparna innesluts av de två stora, förenade stiplerna. Bladen är strödda med långa bladstjälkar. Bladskivan är mycket karaktäristisk med tvärt huggen eller urnupen spets med en till två sidoflikar. Blommorna sitter ensamma, de är toppställda och doftlösa och utvecklas redan tidigt på säsongen. Hyllet består av 9 hylleblad, de yttre tre är tillbakadragna och foderbladslika, de inre sex är kronbladslika och sitter i två kransar och liknar till formen en tulpanblomma. Ståndarna är talrika. Karpellerna är många och sitter i spiral i en kottelik samling. Varje karpell har två fröämnen. Tulpanträd blommar först som äldre exemplar.

## Arterna
De två arterna är mycket lika varandra men skiljs genom att tulpanträd (L. tulipifera) har inre kalkbladen som blir 4-6 cm långa med ett orange band nära basen. Fruktämnet är kortare än hyllebladen. Kinesiskt tulpanträd (L. chinensis) har inre hylleblad som blir 2-4 cm långa utan det orange bandet och med gula nerver på utsidan. Fruktämnet är längre än hyllebladen.

## Hybrider
De två arterna har korsats med varandra och ett flertal sorter har börjat dyka upp i utländsk handel. De är mycket lika det vanliga tulpanträdet (L. tulipifera), men sägs börja blomma som unga. Några av sorterna är 'Chapel Hill', 'Doc Deforce's Delight' och 'T. Jackson'.
- Wikimedia Commons har media som rör Tulpanträdssläktet.